# Heart (Zeitschrift)
Heart ist eine wissenschaftliche Fachzeitschrift, die vom BMJ-Verlag im Auftrag British Cardiovascular Society veröffentlicht wird. Die Zeitschrift wurde 1939 unter dem Namen British Heart Journal gegründet. Im Jahr 1996 erfolgte die Änderung des Namens in Heart. Sie erscheint mit 24 Ausgaben im Jahr. Es werden Arbeiten veröffentlicht, die sich mit dem Herzkreislaufsystem beschäftigen.
Der Impact Factor lag im Jahr 2014 bei 5,595. Nach der Statistik des ISI Web of Knowledge wird das Journal mit diesem Impact Factor in der Kategorie Herzkreislaufsystem an 15. Stelle von 123 Zeitschriften geführt.